# 1911 في إسبانيا
فيما يلي قوائم الأحداث التي وقعت خلال عام 1911 في إسبانيا.

## سياسة

### تعيين في المنصب
- 29 يونيو – خوسيه كناليخاس Minister of Grace and Justice ‏.

## مواليد

### أبريل
- 14 أبريل – إدواردو غونزاليز فالينيو لاعب كرة قدم إسباني.

### مايو
- 17 مايو – أنطونيو طوبار

### سبتمبر
- 15 سبتمبر – خوسيه موغيرزا لاعب كرة قدم إسباني.

## وفيات

### يناير
- 15 يناير – كارولينا كورونادو (مواليد 1820) كاتبة إسبانية.